# Rede de Municipios Galegos pola Abolición

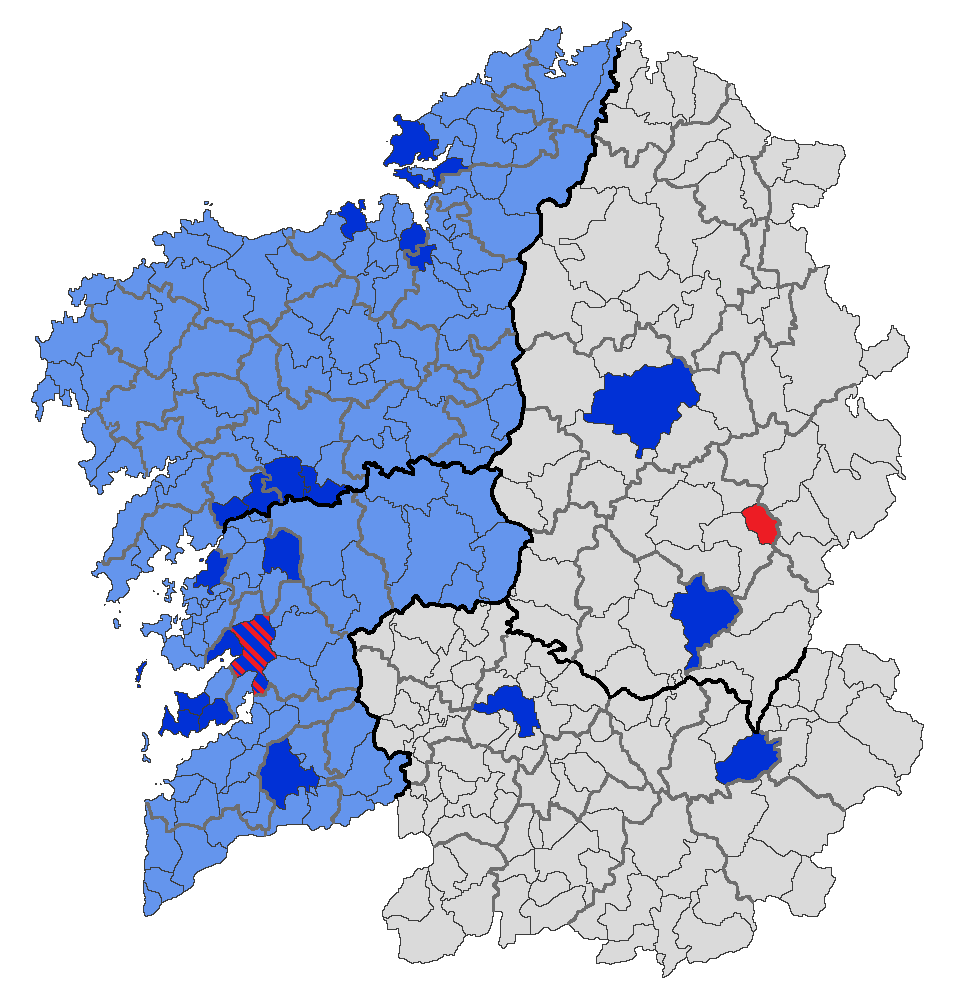
Concellos adheridos a la Rede de Municipios Galegos pola Abolicion.
Concellos donde se han abolido las subenciones a actividades taurinas (Diputaciones de Pontevedra y La Coruña).
Concellos donde todavía se celebran corridas.

La Rede de Municipios Galegos pola Abolición es una plataforma civil creada por la "Asociación Animalista Libera", la "Fondation Franz Weber" y "Galicia, Mellor Sen Touradas" para fomentar la participación de los municipios de la comunidad gallega en el proceso de abolición de las corridas de toros. Tiene origen en las primeras iniciativas municipales presentadas en 2010 tras una petición abierta de los abolicionistas a la ciudadanía.
Según la plataforma 'Galicia, mellor sen touradas' los ediles del BNG, Compromiso por Galicia, Esquerda Unida y Anova apoyarían mociones contra los festejos taurinos en los ayuntamientos en los que tienen representación.
La pertenencia a esta red de municipios no solo implica la no celebración de festejos taurinos, sino que también implica el compromiso de no participar en el impulso o promoción de festejos taurinos, incluyendo la publicidad de festejos en su territorio (lo que tiene especial relevancia en municipios aledaños a aquellos en los que todavía existe la tauromaquia), así como rechazar el uso de fondos públicos para sostener estas actividades.

## Municipios
A mayo de 2015 hay un total de 22 municipios adheridos a la Rede:
| Concello | Concello             | Provincia  | Fecha                    | Población |
| -------- | -------------------- | ---------- | ------------------------ | --------- |
| 1        | Cangas de Morrazo    | Pontevedra | enero de 2010            | 26.567    |
| 2        | Vedra                | La Coruña  | marzo de 2010            | 5.073     |
| 3        | Dodro                | La Coruña  | 2 de abril de 2010       | 2.913     |
| 4        | Puebla del Brollón   | Lugo       | 9 de julio de 2010       | 1.830     |
| 5        | Teo                  | La Coruña  | 28 de julio de 2010      | 18.254    |
| 6        | Ares                 | La Coruña  |                          | 5.741     |
| 7        | Betanzos             | La Coruña  | 29 de enero de 2013      | 13.352    |
| 8        | Fene                 | La Coruña  |                          | 13.498    |
| 9        | Moaña                | Pontevedra | 29 de enero de 2015      | 19.365    |
| 10       | Poyo                 | Pontevedra | 24 de febrero de 2015    | 16.794    |
| 11       | Bueu                 | Pontevedra |                          | 12.352    |
| 12       | Orense               | Orense     |                          | 106.905   |
| 13       | Padrón               | La Coruña  | 24 de septiembre de 2015 | 8.693     |
| 14       | Ferrol               | La Coruña  |                          | 70.389    |
| 15       | Cuntis               | Pontevedra |                          | 4.931     |
| 16       | Puenteareas          | Pontevedra |                          | 23.115    |
| 17       | Manzaneda            | Orense     |                          | 975       |
| 18       | Lugo                 | Lugo       |                          | 98.134    |
| 19       | Bergondo             | La Coruña  |                          | 6.700     |
| 20       | La Coruña            | La Coruña  |                          | 243.870   |
| 21       | Villagarcía de Arosa | Pontevedra |                          | 37.479    |
| 22       | Pontevedra           | Pontevedra |                          | 82.671    |